# Christian Gerthsen
Christian Gerthsen (Hörup, Dinamarca, 21 de novembro de 1894 — Karlsruhe, 8 de dezembro de 1956) foi um físico alemão.
É conhecido principalmente como autor do livro texto Gerthsen Physik.

## Vida
De 1913 a 1914 Gerthsen estudou na Universidade de Heidelberg e na Universidade de Munique. Na Primeira Guerra Mundial prestou serviço militar, emem 1919-1920 prosseguiu os estudos na Universidade de Göttingen e a pertir de 1920 na Universidade de Kiel. Em 1929 obteve o doutorado, orientado por Walther Kossel, permanecendo no ano seguinte como seu assistente. Depois foi Privatdozent na Universidade de Tübingen.
Em 1932 foi para a Universidade de Giessen, onde foi nomeado como professor ordinário de física experimental. Em 1939 foi para a Universidade de Berlim, onde foi diretor do Instituto de Física I. Além disso foi diretor do Plano Quadrianual do Instituto Nr. 32 de Pesquisas Atômicas em Berlim KW-7, Reichstagufer 7-8.
Seu livro texto que atualmente é uma obra de referência originou-se de notas de aula de 1946/1947 em Berlim e foi publicado a primeira vez em 1948.. Neste mesmo ano Gerthsen foi para a Universidade de Karlsruhe, onde dirigiu a reconstrução da disciplina de física e do Instituto de Física que fora destruído na Segunda Guerra Mundial. Na década de 1950 empenhou-se na construção de uma sala de aulas moderna de física. Até morrer em 1956 foi diretor do instituto.

## Obras
- com Karl Bechert Atomphysik, Volume 1, Allgemeine Grundlagen, De Gruyter, 1944, 1955, 1959, Volume 2, De Gruyter 1944, 1959, 1963, Volume 3 Theorie des Atombaus, De Gruyter 1954, 1963, Volume 4, com Arnold Flammersfeld Theorie des Atombaus, 2ª Parte, De Gruyter 1954, 1963, 1984
- Physik, Volk u. Wissen, 1948, 1951, Springer, 1956, 1958, outras edições com Hans Otto Kneser, Springer, a partir de 1960 com Kneser e Helmut Vogel, 17ª Edição, 1993, 2001, sowie in den neuesten Auflagen:
- com Dieter Meschede Gerthsen Physik. Com 1074 exercícios e solução completa em CD-ROM, Springer, 2003, 2005, 23ª Edição 2007 (1157 páginas)
- com Max Pollermann Einführung in das physikalische Praktikum zum Studium der Physik als Nebenfach, Springer, 1953
- com Max Pollermann Einführung in das physikalische Praktikum, Springer, 1960, 1964, 1967
- com Max Pollermann Einführung in das Physikalische Praktikum. Für Mediziner und das Anfängerpraktikum, Springer-Verlag, 1982
- Christian Gerthsen e Helmut Vogel Gerthsen Physik (Springer-Verlag, 1995, 1997, 2001)